# Ровијано
Ровијано (итал. Roviano) је насеље у Италији у округу Рим, региону Лацио.
Према процени из 2011. у насељу је живело 1370 становника. Насеље се налази на надморској висини од 494 м.

## Становништво
Према резултатима пописа становништва 2011. у општини је живело 1.392 становника.
| 1931. | 1936. | 1951. | 1961. | 1971. | 1981. | 1991. | 2001. | 2011. |
| ----- | ----- | ----- | ----- | ----- | ----- | ----- | ----- | ----- |
| 1.375 | 1.435 | 1.496 | 1.460 | 1.390 | 1.396 | 1.470 | 1.386 | 1.392 |